# La Louvière-Lauragais
La Louvière-Lauragais è un comune francese di 84 abitanti situato nel dipartimento dell'Aude nella regione dell'Occitania.

## Società

### Evoluzione demografica
Abitanti censiti